# Кеви, Стивен
Стивен Кеви (англ. Steven Kevi; род. 5 июля 1968, Папуа — Новая Гвинея) — папуанский боксёр, представитель полулёгкой и первой полусредней весовых категорий. Выступал за сборную Папуа — Новой Гвинеи по боксу в период 1992—2001 годов, серебряный призёр чемпионата Океании, серебряный и бронзовый призёр Арафурских игр, участник двух летних Олимпийских игр.

## Биография
Стивен Кеви родился 5 июля 1968 года.
Первого серьёзного успеха в боксе на взрослом международном уровне добился в сезоне 1992 года, когда вошёл в основной состав папуанской национальной сборной и побывал на чемпионате Океании в Апии, откуда привёз награду серебряного достоинства, выигранную в зачёте полулёгкой весовой категории — в решающем финальном поединке уступил австралийцу Джейми Николсону. Благодаря череде удачных выступлений удостоился права защищать честь страны на летних Олимпийских играх в Барселоне — в первой же встрече категории до 57 кг со счётом 6:20 проиграл бразильцу Рожериу Дезорзи и тем самым прекратил борьбу за попадание в число призёров.
В 1993 году выиграл серебряную медаль на Арафурских играх в Дарвине, проиграв в финале австралийцу Трою Педену.
Боксировал на Играх Содружества 1994 года в Виктории, однако больших успехов здесь не добился.
В 1995 году стал бронзовым призёром Арафурских игр в Дарвине, уступив на стадии полуфиналов австралийцу Джеймсу Стенли.
Находясь в числе лидеров папуанской национальной сборной, благополучно прошёл отбор на Олимпийские игры 1996 года в Атланте. На сей раз в первом же бою категории до 63,5 кг со счётом 3:16 потерпел поражение от представителя Замбии Дэвиса Мвале.
После атлантской Олимпиады Кеви остался в составе боксёрской команды Папуа — Новой Гвинеи и продолжил принимать участие в крупнейших международных турнирах. Так, в 2001 году он в очередной раз выступил на Арафурских играх в Дарвине, но теперь попасть в число призёров не смог.